# Per Olov Enquist
Per Olov Enquist (født 23. september 1934, død 25. april 2020) var en af Sveriges internationalt bedst kendte forfattere.
Han modtog international anerkendelse for romanen Legionärerna (1969) som han fik Nordisk Råds litteraturpris for. Romanen handler om Sveriges udlevering af baltiske flygtninge til Sovjetunionen, og den blev efterfølgende filmatiseret med titlen Baltutlämningen.
Han var gift med Lone Bastholm i 14 år og boede i København.
Den danske tilknytning influerede på hans forfatterskab, hvor teaterstykket Från regnormanas liv (1981) handler om H.C. Andersen og Johanne Luise Heiberg, ligesom Livläkarens besök (Livlægens Besøg) (1999) handler om Struensee.